# 格利泽2
格利泽2（GJ 2）是一颗M-型恒星，位于仙女座中。它的视星等大约是9.97。
它与格利泽4形成了共同的自行对。